# Resultados do Carnaval de Niterói em 2010
Este e o resultado do Carnaval de Niterói e São Gonçalo no ano de 2010.

## Niterói

### Escolas de samba
| 1  | Mocidade Independente de Icaraí | 100  | Campeã do Carnaval 2010 |
| 2  | Inocentes de Maricá             | 99   | Grupo de elite em 2011  |
| 3  | Sabiá                           | 98.5 | Grupo de elite em 2011  |
| 4  | Grupo dos Quinze                | 98   | Grupo de elite em 2011  |
| 5  | Folia do Viradouro              | 97   | Grupo de elite em 2011  |
| 6  | Souza Soares                    | 95.5 | Grupo de elite em 2011  |
| 7  | Independente do Boaçu           | 93.5 | Grupo de elite em 2011  |
| 8  | Sacramento                      | 92.5 | Grupo Especial em 2011  |
| 9  | Região Oceânica                 | 91   | Grupo Especial em 2011  |
| 10 | Bem Amado                       | 85.5 | Grupo Especial em 2011  |
| 11 | Bafo do Tigre                   | 79.5 | Grupo Especial em 2011  |
| 12 | Balanço do Fonseca              | 77   | Grupo Especial em 2011  |
| 13 | Unidos de Piratininga           | 76.5 | Grupo Especial em 2011  |

### Blocos
| Grupo 1 | Grupo 1                   | Grupo 1 | Grupo 1                          | Grupo 1 | Grupo 1 | Grupo 1 | Grupo 1 | Grupo 1 | Grupo 1 | Grupo 1 | Grupo 1 | Grupo 1 | Grupo 1 | Grupo 1 | Grupo 1 | Grupo 1 | Grupo 1 | Grupo 1 | Grupo 1 | Grupo 1 | Grupo 1 | Grupo 1 | Grupo 1 | Grupo 1 | Grupo 1 | Grupo 1 | Grupo 1 | Grupo 1 | Grupo 1 | Grupo 1 | Grupo 1 | Grupo 1 | Grupo 1 | Grupo 1 | Grupo 1 | Grupo 1 | Grupo 1 | Grupo 1 | Grupo 1 | Grupo 1 | Grupo 1 | Grupo 1 | Grupo 1 | Grupo 1 | Grupo 1 | Grupo 1 | Grupo 1 | Grupo 1 | Grupo 1 |
| Pos     | Escolas                   | Pts     | Classificação ou rebaixamento    |         |         |         |         |         |         |         |         |         |         |         |         |         |         |         |         |         |         |         |         |         |         |         |         |         |         |         |         |         |         |         |         |         |         |         |         |         |         |         |         |         |         |         |         |         |         |
| ------- | ------------------------- | ------- | -------------------------------- | ------- | ------- | ------- | ------- | ------- | ------- | ------- | ------- | ------- | ------- | ------- | ------- | ------- | ------- | ------- | ------- | ------- | ------- | ------- | ------- | ------- | ------- | ------- | ------- | ------- | ------- | ------- | ------- | ------- | ------- | ------- | ------- | ------- | ------- | ------- | ------- | ------- | ------- | ------- | ------- | ------- | ------- | ------- | ------- | ------- | ------- |
| 1       | União da Engenhoca        | 80      | Campeã do Carnaval 2010          |         |         |         |         |         |         |         |         |         |         |         |         |         |         |         |         |         |         |         |         |         |         |         |         |         |         |         |         |         |         |         |         |         |         |         |         |         |         |         |         |         |         |         |         |         |         |
| 2       | Cacique da São José       | 79.5    |                                  |         |         |         |         |         |         |         |         |         |         |         |         |         |         |         |         |         |         |         |         |         |         |         |         |         |         |         |         |         |         |         |         |         |         |         |         |         |         |         |         |         |         |         |         |         |         |
| 3       | Garra de Ouro             | 79.5    |                                  |         |         |         |         |         |         |         |         |         |         |         |         |         |         |         |         |         |         |         |         |         |         |         |         |         |         |         |         |         |         |         |         |         |         |         |         |         |         |         |         |         |         |         |         |         |         |
| 4       | Tá Mole mais é meu        | 79.5    |                                  |         |         |         |         |         |         |         |         |         |         |         |         |         |         |         |         |         |         |         |         |         |         |         |         |         |         |         |         |         |         |         |         |         |         |         |         |         |         |         |         |         |         |         |         |         |         |
| 5       | Grilo da Fonte            | 78      |                                  |         |         |         |         |         |         |         |         |         |         |         |         |         |         |         |         |         |         |         |         |         |         |         |         |         |         |         |         |         |         |         |         |         |         |         |         |         |         |         |         |         |         |         |         |         |         |
| 6       | Banda Batistão            | 77.5    |                                  |         |         |         |         |         |         |         |         |         |         |         |         |         |         |         |         |         |         |         |         |         |         |         |         |         |         |         |         |         |         |         |         |         |         |         |         |         |         |         |         |         |         |         |         |         |         |
| 7       | Ferimento Leve            | 77      |                                  |         |         |         |         |         |         |         |         |         |         |         |         |         |         |         |         |         |         |         |         |         |         |         |         |         |         |         |         |         |         |         |         |         |         |         |         |         |         |         |         |         |         |         |         |         |         |
| 8       | Galo de Ouro              | 74      |                                  |         |         |         |         |         |         |         |         |         |         |         |         |         |         |         |         |         |         |         |         |         |         |         |         |         |         |         |         |         |         |         |         |         |         |         |         |         |         |         |         |         |         |         |         |         |         |
| 9       | Unidos do Castro          | 59      | Desce para o Grupo 2-Blocos 2013 |         |         |         |         |         |         |         |         |         |         |         |         |         |         |         |         |         |         |         |         |         |         |         |         |         |         |         |         |         |         |         |         |         |         |         |         |         |         |         |         |         |         |         |         |         |         |
| Grupo 2 |                           |         |                                  |         |         |         |         |         |         |         |         |         |         |         |         |         |         |         |         |         |         |         |         |         |         |         |         |         |         |         |         |         |         |         |         |         |         |         |         |         |         |         |         |         |         |         |         |         |         |
| Pos     | Escolas                   | Pts     | Classificação ou rebaixamento    |         |         |         |         |         |         |         |         |         |         |         |         |         |         |         |         |         |         |         |         |         |         |         |         |         |         |         |         |         |         |         |         |         |         |         |         |         |         |         |         |         |         |         |         |         |         |
| 1       | Magbloco                  | 79      | Sobe para o Grupo 1-Blocos 2011  |         |         |         |         |         |         |         |         |         |         |         |         |         |         |         |         |         |         |         |         |         |         |         |         |         |         |         |         |         |         |         |         |         |         |         |         |         |         |         |         |         |         |         |         |         |         |
| 2       | Aribloco                  | 78      |                                  |         |         |         |         |         |         |         |         |         |         |         |         |         |         |         |         |         |         |         |         |         |         |         |         |         |         |         |         |         |         |         |         |         |         |         |         |         |         |         |         |         |         |         |         |         |         |
| 3       | Comunidade Verde e Branca | 74.5    |                                  |         |         |         |         |         |         |         |         |         |         |         |         |         |         |         |         |         |         |         |         |         |         |         |         |         |         |         |         |         |         |         |         |         |         |         |         |         |         |         |         |         |         |         |         |         |         |
| 4       | Senão Quenta por que Veio | 72.5    |                                  |         |         |         |         |         |         |         |         |         |         |         |         |         |         |         |         |         |         |         |         |         |         |         |         |         |         |         |         |         |         |         |         |         |         |         |         |         |         |         |         |         |         |         |         |         |         |
| 5       | Fora de Casa              | 57.5    |                                  |         |         |         |         |         |         |         |         |         |         |         |         |         |         |         |         |         |         |         |         |         |         |         |         |         |         |         |         |         |         |         |         |         |         |         |         |         |         |         |         |         |         |         |         |         |         |